# Monika Ganseforth
Monika Ganseforth (* 15. Dezember 1940 in Gleiwitz als Monika Dessel) ist eine deutsche Politikerin (SPD). Als Mitglied des deutschen Bundestages (1987–2002) war sie an der politischen Grundlegung der Energiewende beteiligt.

## Leben und Beruf
Monika Ganseforth wurde am 15. Dezember 1940 als zweite Tochter von Kurt und Alice Dessel geboren. Nach der Flucht aus Ostpreußen und dem Besuch des neusprachlichen Gymnasiums für Mädchen in Peine studierte sie Maschinenbau in Braunschweig und schloss 1966 als Diplomingenieurin ab. Anschließend war sie Entwicklungs- und Konstruktionsingenieurin in der Industrie und von 1971 bis 1987 Professorin an der Fachhochschule Hannover im Fachbereich Maschinenbau, Fachgebiet Steuerungs- und Regelungstechnik.
Monika Ganseforth hat zwei Söhne, Frank Ganseforth (* 1971) und Olaf Ganseforth (* 1973).

## Politische Arbeit

### Parteilaufbahn
Im Jahr 1974 trat sie in die SPD ein, in den Jahren 1976 bis 1986 war sie Mitglied im Rat der Stadt Neustadt am Rübenberge und kandidierte im Jahr 1979 erfolglos für das Europaparlament. Zur Bundestagswahl 1980 bewarb sie sich erstmals um die Kandidatur im Wahlkreis Hannover Land I, unterlag jedoch mit 40 zu 56 Stimmen ihrem parteiinternen Konkurrenten, dem späteren Bundeskanzler Gerhard Schröder. Von 1987 bis 2002 gehörte sie dem Deutschen Bundestag an. Im Jahr 1998 gewann sie das Direktmandat im Bundestagswahlkreis Hannover-Land I. In den anderen Legislaturperioden zog sie über die Landesliste der SPD Niedersachsen ins Parlament ein.

### Energiewende
Neben der Sozial- und Frauenpolitik entwickelte sie während ihrer Tätigkeit als Abgeordnete zunehmend energie- und klimapolitische Themen zu ihrem Arbeitsschwerpunkt. Sie war u. a. Mitglied im Verkehrsausschuss, im Ausschuss für Umwelt, Naturschutz und Reaktorsicherheit und in der Enquete-Kommission Nachhaltige Energieversorgung.
Monika Ganseforth war eine Verfechterin des Atomausstiegs. Sie kann als Wegbereiterin des als „Energiewende“ bezeichneten Paradigmawechsels in der Energiepolitik angesehen werden.

### Spätere Ämter
Monika Ganseforth war vom Jahr 2002 bis November 2014 Mitglied im Bundesvorstand des Verkehrsclubs Deutschland.